# Zastava Malija
Zastava Malija sastoji se od tri okomito raspoređene panafričke boje: zelene, zlatne i crvene.
Na verziji usvojenoj 4. travnja 1959. bio je ljudski lik, kanaga, rukama uzdignutih prema nebu. No, islam zabranjuje slikanje ljudi, a njemu pripada 90% stanovništva Malija.